# Georg Pflugk
Georg Pflug(k) der Ältere (* 7. Januar 1569 in Auerbach/Vogtland; † 25. Februar 1621 in Dresden) war ein kursächsischer Kammer- und Bergrat sowie Berghauptmann der sächsischen Erzgebirge aus der Adelsfamilie Pflugk. Er war Besitzer der Burg Posterstein und gründete den Ort Morgenröthe im sächsischen Vogtland.
Seine Ernennung zum Kammer- und Bergrat erfolgte 1617. Kurz zuvor, etwa 1615, hatte er ein an der Großen Pyra gelegenes Zinnbergwerk, „die Morgenröthe genandt“, käuflich erworben. Als Georg Pflugk beabsichtigte, dieses Bergwerk auf eigene Kosten beträchtlich zu erweitern und u. a. ein neues Zechenhaus, ein Pochwerk und eine Pochmühle anzulegen, erhielt er dazu am 8. April 1618 von Kurfürst Johann Georg I. von Sachsen ein entsprechendes Privileg und ein abgegrenztes Revier zugewiesen. Dies stellte die Gründungssituation des Dorfes Morgenröthe dar.
Er heiratete 1600 in Torgau Agnes von Reuß (1565–1652).